# Hedevig Ulfeldt
Hedevig Ulfeldt eller Hedevig Christiansdatter grevinna av Slesvig-Holstein, född 15 juli 1626 på Haderslevhus, död 5 oktober 1678 i Kristianstad (begraven i Heliga Trefaldighetskyrkan i Kristianstad), morganatisk dotter till kung Kristian IV av Danmark och Kirsten Munk; tvilling med sin syster Christiane Sehested.

## Biografi
Hedevig Ulfeldt uppfostrades av Ellen Marsvin. 1642 blev hon gift med Ebbe Ulfeldt på Köpenhamns slott. Hon och Leonora Christina var de enda syskon närvarande vid faderns dödsbädd 1648. Maken avsattes från sin post som länsman på Bornholm 1652 och paret reste då till det svenska hovet. De bodde på Braheberg i Uppland. 
Maken misshandlade henne – hon kallade honom "det forbandede kreatur" – och hon hade en relation med en av hans tjänare. 1655 flydde hon till systern Leonora i Pommern, och sedan till modern i Danmark; hon närvarade vid moderns begravning 1658. Hennes arv gick till makens skulder, och 1661–1664 levde hon utfattig på Valdemars Slot innan hon 1664 reste till makens gods i Skåne. 
Under systern Leonoras fångenskap gjorde hon allt för att få henne fri, brevväxlade i hemlighet med henne och försökte underlätta hennes tillvaro.